# Keimschicht (Galvanotechnik)
Die Keimschicht (englisch seed layer) ist in der Galvanotechnik eine dünne Schicht, die bei der elektrochemischen Abscheidung als Kristallisationskeim und Haftungsgrundlage auf einem Substrat dient. Sie muss elektrisch leitfähig aber nicht zwingend geschlossen sein.